# Ferdinand Roemer
Ferdinand Roemer, także Carl Ferdinand von Roemer (ur. 5 stycznia 1818 w Hildesheim koło Hanoweru, zm. 14 grudnia 1891 we Wrocławiu) – niemiecki geolog, paleontolog, rektor Uniwersytetu Wrocławskiego.

## Życiorys
Młodszy brat znanego geologa Friedricha Adolpha Roemera. Ukończył liceum ewangelickie w Hildesheim. Początkowo, pod wpływem ojca, radcy sędziowskiego, studiował prawo na uniwersytecie w Getyndze, jednakże w 1840 porzucił je i zaczął studia geologiczne na uniwersytecie w Berlinie, które ukończył doktoratem w 1842. Następnie prowadził badanie geologiczne dewonu Reńskich Gór Łupkowych. W okresie 1845–1846 odbył podróż po USA studiując tamtejszą geologię, zwłaszcza skały i skamieniałości kredowe. Pionierskość tych badań spowodowała, że nazywany był „ojcem geologii Teksasu”. Po powrocie do Niemiec został w 1847 docentem prywatnym w Bonn, gdzie rok później uzyskał habilitację. W 1855 F. Roemer objął Katedrę Geologii i Mineralogii na Uniwersytecie Wrocławskim i kierował nią do swojej śmierci. We Wrocławiu ożenił się z Katarzyną Schäfer w 1869. Oprócz prac badawczych, zapewnił nową siedzibę katedrze, w nowo zbudowanym Gmachu Instytutów (Institutengebäude) (obecnie siedziba Wydziału Farmacji Akademii Medycznej na rogu ul. Szewskiej i Grodzkiej). Wykorzystując niewielką kolekcję już istniejącą przy katedrze, zaczął intensywnie rozbudowywać zbiory, kupując prywatne kolekcje i ofiarując własną i w 1868 doprowadził do utworzenia Muzeum Mineralogicznego Królewskiego Uniwersytetu Wrocławskiego (Das Mineralogische Museum der Königlichen Universität Breslau), którym kierował również do śmierci. W 1864 wybrany rektorem Uniwersytetu Wrocławskiego (do 1865).

## Dorobek naukowy
Prowadził badania i publikował z szerokiego zakresu problematyki geologicznej, mineralogicznej i paleontologicznej. Jednak najbardziej znane są jego prace paleontologiczne i kartograficzne związane z Górnym Śląskiem, fauną kręgowcową dewonu i fauną kredową południowego USA. Opracował i wydał mapę geologiczną Górnego Śląska (1862-1870) wraz z objaśnieniami, które stały się monograficznym omówieniem budowy geologicznej tego rejonu. Badał także faunę kręgowców plejstocenu rejonu Ojcowa, a także osady lodowcowe, zwłaszcza głazy narzutowe. Opublikował ponad 330 prac, w tym 100 o geologii i paleontologii Śląska.

## Nagrody i wyróżnienia
F. Roemer został uhonorowany członkostwem Akademii w Berlinie, Petersburgu i Monachium. Członek Leopoldyńsko–Karolińskiej Akademii Przyrodników w 1874. Był także nagrodzony przez Londyńskie Towarzystwo Geologiczne medalem Murchisona w 1885. W rodzinnym Hildesheim znajduje się muzeum F. Roemera.
Od 16 listopada 2002 we wrocławskim Muzeum Geologicznym znajduje się popiersie F. Roemera wykonane przez Hansa Völkela, będące kopią pracy wrocławskiego rzeźbiarza Segera z 1893, która zaginęła w 1945.

## Ważniejsze publikacje

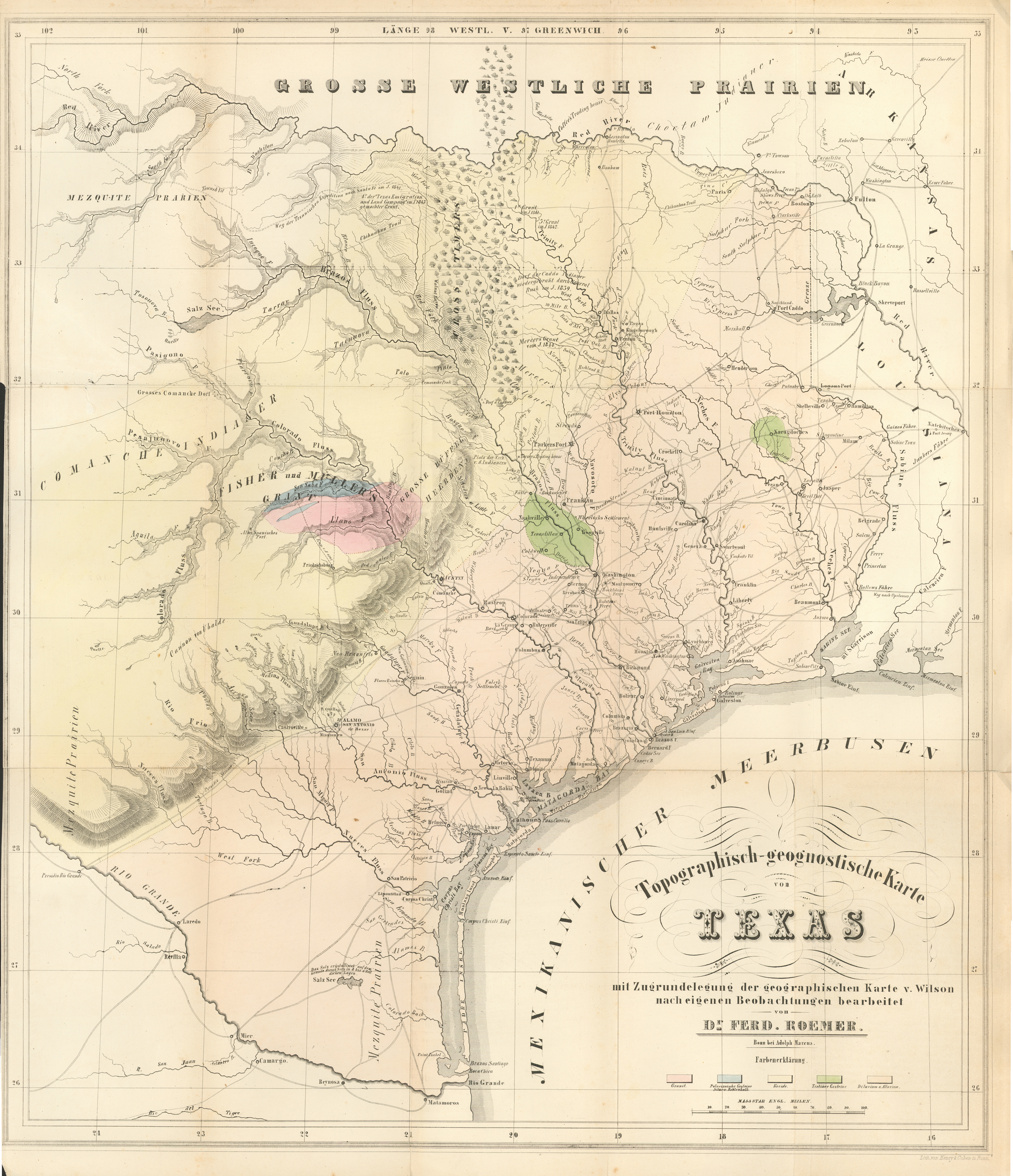
Roemer, Topographisch-Geognostiche Karte von Texas, 1849

- F. Roemer, 1844 – Das Rheinische Ubergangsgebirge.
- F. Roemer, 1845 – Geognostische Durchschnitt durch den Teutoburger Wald.Neues Jb.f.Miner.
- F. Roemer, 1849 – Texas, mit besonderer Rücksicht auf deutsche Auswanderung und die physicalische Verhältnisse des Landes...Bonn.
- F. Roemer, 1852 – Die Kreidebildungen von Texas und ihre organischen Einschlusse
- F. Roemer, 1853 – Vergleichung der Böhmischen und Nordamerikanischen Silurbidungen.Neues Jahrb.f. Miner.
- F. Roemer, 1856 – Geologisch–paläontologische Reise nach Schweden.Ibid.
- F. Roemer, 1857 – Silurischer Quarzfels mit Paradoxides in der Sandgrube von Niederkunzendorf bei Freiburg.Z.D.G.G.9.
- F. Roemer, 1858 – Über die devonischen Fischreste eines Diluvialblockes.Jber.Schl.Ges.Vaterl.Kultur 36.
- F. Roemer, 1859 – Graptolithen und Pterygotus bei Herzogswalde.Neues Jahrb.f.Miner.
- F. Roemer, 1860 – Silurischen Fauna des westlichen Tennessee.Breslau.
- F. Roemer, 1861 – Die Fossile Fauna silurischen Diluvial Geschibe von Sadewitz bei Oels, Monograph.Breslau.
- F. Roemer, 1862 – Die Nachweisung des Keupers in Oberschlesien und Polen.Z.D.G.G.14.
- F. Roemer, 1863 – Über eine marine Conchylienfauna im produktiven Steinkohlengebirge Oberschlesiens. Ibid.15.
- F. Roemer, 1863 – Die Alterbestimmung des schwarzen Marmors von Dembnik Gebiete von Krakau.Ibid.
- F. Roemer, 1863 – Reise nach Constantinopel.Neues Jb.f.Miner.
- F. Roemer, 1865 – Über die Auffindung von Graptolithen in silurischen Thonschiefern bei Lauban.Jber. Schl.Ges.Vaterl.Kultur 36.
- F. Roemer, 1866 – Über die auffindung devonischer Kalksteinschichten bei Siewierz.Ibid.
- F. Roemer, 1866 – Geognostische Beobachtungen im polnischen Mittelgebirge.Z.D.G.G.18.
- F. Roemer, 1866 – Protolycosa anthracophila – eine fossile Spinne aus dem Steinkohlegebirge Oberschlesiens.Neues Jb.f.Miner.
- F. Roemer, 1868 – Notiz über des Vorkommen von Mastodonsaurus jaegeri Meyer bei Odrowąż am Nord–abhange des Polnisch.Mittelgebirges.Z.D.G.G.20.
- F. Roemer, 1870 – Geologie von Oberschlesien. Breslau, 587 str.
- F. Roemer, 1870 – Die ältesten Formen organisches Lebens.Berlin.
- F. Roemer, 1874 – Über die ältesten versteinerungführenden Schichten in den rheinisch–westfalischen Schiefergebirge.Z.D.G.G.26.
- F. Roemer, 1876−1883 – Lethaea palaeozoica..Stuttgart.
- F. Roemer, 1877 – Marine Tierreste im Steinkohlengebirge bei Königshütte.Jber.Schl.Ges.Vaterl.Kultur 55.
- F. Roemer, 1878 – Neues Gliedertier aus dem Steinkohlengebirge bei Glatz.Ibid.56.
- F. Roemer, 1879 – Oberdevonische Goniatenkalk in Devonshire.Z.D.G.G.31.
- F. Roemer, 1883 – Die Knochenhöhlen von Ojcow in Polen.Palaeontographica 29.
- F. Roemer, 1884 – Über einen im Schieferton der zwischen Königshütte und Laurahütte gelegenen Alfred–grube,10 m im Liegenden des Carolinenflözes,gefundenen Insectenflügel.Jber.Schl.Ges. Vaterl. Kultur 55.
- F. Roemer, 1885 – Lethaea erratica.Palaeontologische Abhandl.Berlin.
- F. Roemer, 1889 – Über Blattabdrücke in senonen Tonschichten bei Bunzlau in Niederschlesien.Z.D.G.G.41.